# Oudedijk (Rotterdam)

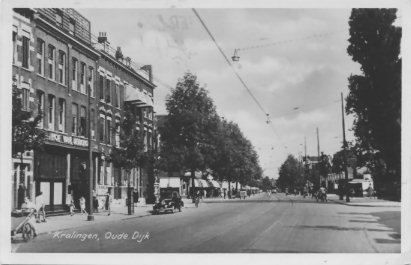
De Oudedijk in Kralingen ter hoogte van de Gasfabriek rond 1930.

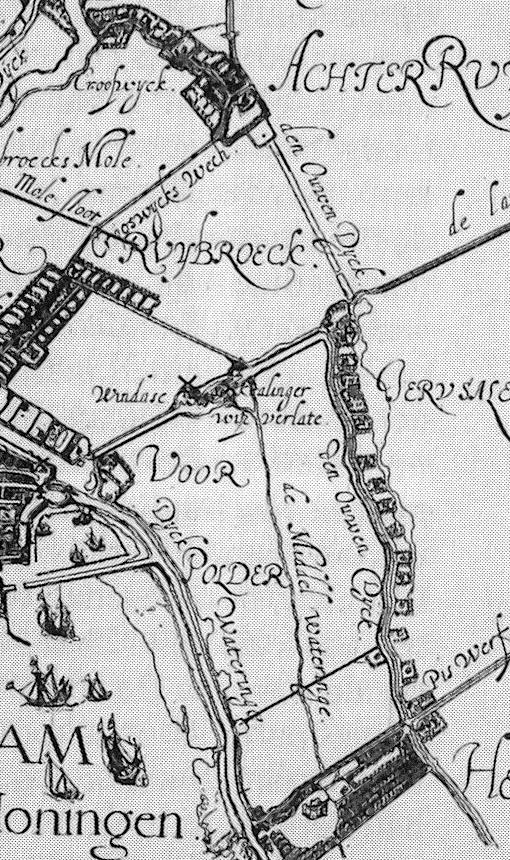
Den Ouwen Dyck op een kaart van Balth. Florisz. van Berckenrode uit 1611.

De Oudedijk is een oude weg midden in de Rotterdamse wijk Kralingen. De Oudedijk sluit ter hoogte van de Kortekade aan op de 's-Gravenweg en eindigt aan de westkant bij de Vlietlaan.
De Oudedijk maakt deel uit van een oude waterkering die al in de 11e eeuw verliep van Gouda naar Vlaardingen. Na de aanleg van Schielands Hoge Zeedijk in de 13e eeuw kwam de Oudedijk binnendijks te liggen. Vermoedelijk kwam daarna de huidige naam in zwang. Op de kaart van Schieland van Balthazar Floriszoon van Berckenrode uit 1611 is te zien dat de Oudedijk doorliep tot de Oost Blommersdijkseweg, de tegenwoordige Bergweg.
Aan het begin van de negentiende eeuw lagen aan de Oudedijk diverse buitenverblijven zoals het Paradijs, Jaffa, Jeruzalem, Jericho, Gerdesia en Villa Rozenburg. Gedurende de 19de eeuw werden er nog nieuwe lusthoven bijgebouwd, zoals de Villa Vredehof. De aanleg van de Nieuwe Rotterdamsche Gasfabriek, in 1852 geopend ter aanvulling op de eerste Gasfabriek Feijenoord, maakte het woonklimaat aan de Oudedijk echter minder aantrekkelijk. Toch raakte aan het eind van de negentiende en het begin van de twintigste eeuw ook dit gebied rond de Oudedijk volgebouwd. Kleine arbeiderswoningen overheersten in het westelijk deel van de Oudedijk, aan de oostkant verrezen ruimere woningen voor de gegoede burgerij.
Rond 1885 verscheen de eerste wegwijzer van de ANWB in Nederland op de hoek met de Hoflaan in het verlengde van de Kortekade (de Piswerf volgens Van Berckenrode) waar de Oudedijk overgaat in de 's-Gravenweg. De paal wees de weg naar Rotterdam 4 km naar het westen. Een replica staat thans in de tuin van de Nederlands-hervormde kerk aan de Hoflaan, de voormalige oprijlaan vanaf de Oudedijk naar het Slot Honingen dat in de Tachtigjarige Oorlog werd verwoest.
Over de Oudedijk rijdt tramlijn 7. Er zijn haltes ter hoogte van Jericholaan, de Mecklenburglaan en de Voorschoterlaan. Bij deze laatste halte kan men overstappen op de metro, die vanaf dit punt onder de Oudedijk doorloopt naar de Kralingse Zoom. Onder meer het jugendstil-gebouw uit 1903 van de Kralingsche Sociëteit aan de Oudedijk moest hiervoor worden gesloopt, hetgeen zichtbaar is in de contrasterende nieuwbouw.

## Anno 2013
Van de buitenverblijven is weinig meer terug te vinden. Alleen waar Villa Rozenburg stond is een park verschenen, het Park Rozenburg. Ook in sommige straatnamen leeft de herinnering aan dit verleden voort. Langs de Oudedijk overheerst nu de bebouwing uit de eerste helft van de twintigste eeuw. Het deel tussen de Willem Ruyslaan en de Jericholaan is een winkelstraat. Verderop, schuin tegenover het poortwachtershuis dat als laatste resteert van de Gasfabriek, is de populaire kinderspeelplaats Speeltuin Oudedijk met een indrukwekkend smeedijzeren hek uit 1908. Bij de Willem Ruyslaan staat sinds 1990 de Steen van de miljoenen tranen.
Abram van Rijckevorselweg ·
Admiraliteitskade ·
Avenue Concordia ·
Bosdreef ·
Gerdesiaweg ·
's-Gravenweg ·
Hoflaan ·
Honingerdijk ·
Kortekade ·
Kralingseweg ·
Kralingse Plaslaan ·
Kralingse Zoom ·
Maasboulevard ·
Oostzeedijk ·
Oudedijk ·
Slaak ·
Vlietlaan ·
Voorschoterlaan